# Альфамепродин
Альфамепродин — изомер Мепродина, α-3-этил-1-метил-4-фенил-4-пиперидил пропионат.
Мепродин является опиоидным анальгетиком, который является аналогом петидина (меперидина). Он тесно связан с наркотиком продин.
Существуют два изомера мепродина, альфа-мепродин и бета-мепродин, альфа-изомер имеет более широкое применение.

## Эффекты
Мепродин имеет аналогичные эффекты других опиоидов, и производит анальгезию, седативный эффект и эйфорию. Возможные побочные эффекты включают зуд, тошноту и возможность угнетения дыхательной функции, которые могут быть опасны для жизни.

## Легальность
В России альфамепродин входит в Список I Перечня наркотических средств, психотропных веществ и их прекурсоров, подлежащих контролю в Российской Федерации (оборот запрещён).